# Concentratiekamp Hannover-Mühlenberg
Het concentratiekamp Hannover-Mühlenberg  werd begin februari 1945 gebouwd (als een satellietkamp van het concentratiekamp Neuengamme) in Hannover, in de buurt van het district Oberricklingen. De SS beheerde het kamp twee maanden tot de evacuatie op 6 april 1945. Alternatieve namen voor dit kamp waren Kamp Hanau, Kamp Hano(mag) of Hannover-Linden.

## De gevangenen
De gevangenen kwamen uit het satellietkamp van het concentratiekamp Auschwitz dat werd opgeheven voordat het Rode Leger aankwam in Laurahütte, waar ze in dienst waren van Oberschlesische Gerätebau GmbH om 12.8 cm luchtafweergeschut te produceren in het concentratiekamp Mauthausen. Al tijdens de zesdaagse reis zijn waarschijnlijk 134 gevangenen bezweken. Maar 500 gevangenen kwamen zo naar Hannover en verbleven in vier barakken van het kamp Mühlenberg met in totaal 40 barakken, waar 3.000 dwangarbeiders voor de Hanomag werkten. De huisvestigingsomstandigheden waren zeer slecht, deels ontbraken deuren en ramen, en de sanitaire voorzieningen waren meestal defect. In Hannover werkten 250 concentratiekampbewoners elk in twee ploegen van 12 uur. De helft van de joodse gevangenen kwam uit Polen en Hongarije, evenals uit andere landen, en ze werden ingezet voor de productie van kanonnen. In maart 1945 kwamen er nog gevangenen bij door de transporten van de Witte Bussen vanuit bijvoorbeeld Neuengamme.
De bevelvoerende officier was de SS Oberscharführer Walter Quakernack en de SS-bewakers, waaronder gewelddadige mariniers onder leiding van de Obermaats Ehrhardt Adamcyk. Ten minste 79 gevangenen overleefden het kamp niet, tot de ontruiming van het concentratiekamp op 6 april 1945.
Quakernack werd na de oorlog door een Britse militaire rechtbank in het tweede proces in Bergen-Belsen ter dood veroordeeld door ophanging, en werd op 11 oktober 1946 geëxecuteerd in het gevangenisgebouw Hameln. De in het kamp werkzame SS-Rottenführer Friedrich Wilhelm Rex werd in 1981 voor de regionale rechtbank van Hannover veroordeeld tot zes jaar gevangenisstraf, die hij om gezondheidsredenen niet hoefde te uit te zitten. De mede-beschuldigde SS-Rottenführer Alfred Grams ontving een vrijspraak.

## Ontruiming van het kamp
Toen het kamp werd geëvacueerd, moesten de gevangenen die nog konden lopen naar het concentratiekamp Bergen-Belsen marcheren, dat zij op 8 april 1945 bereikten. Ongeveer 50 gevangenen bleven in het kamp achter omdat ze te ziek waren voor de lange mars, maar zij werden op 6 april 1945 doodgeschoten door de teruggekeerde SS-bewakers. De schrijver van het kamp, Gerhard Grande, is hiervan getuige, en acteert ook als zodanig in de naoorlogse processen. Hij schrijft: "Op 6 april 1945 wordt dit kamp ontruimd en de gevangenen naar Bergen-Belsen getransporteerd. De zieke kameraden worden door een nekschot gedood. Deze kameraden zijn door de Commissie na de bevrijding op de Ehrenhain van de begraafplaats Seelhorst herbegraven."
Een ander deel kwam per vrachtwagen naar Bergen-Belsen. De overlevende gevangenen werden op 15 april 1945 bevrijd.

## Slachtoffers van het kamp voor de ontruiming
Gedurende de korte tijd dat het kamp heeft bestaan zijn er toch veel slachtoffers gevallen, veelal door uitputting, maar ook waren de straffen streng. In het kamp mocht bijvoorbeeld niet gesproken worden, en wie dat toch deed liep de kans om doodgeknuppeld te worden. Onder degenen die voor de ontruiming in het kamp omkwamen waren:
- Carel van Lier, geboren 05.09.1897 te Den Haag, kunsthandelaar
- Mozes Melkman, geboren 29.08.1894 te Amsterdam, metaalbewerker, gehuwd met Rebecca Sarlui en Beatrix Eva Koster
- Leendert Kool, geboren 06.11.1899 te Amsterdam, lompenhandelaar, gehuwd met Keetje Gobetz
- Jakob Elzas, geboren 28.05.1923
- Hijmen Mooleman, geboren 27.02.1911
- Jean Sommer, geboren 21.06.1919 te Bourg, FR
- Albert Bulin, geboren 28.09.1899 te FR
- Emile Audran, geboren 18.03.1904 te Hennebont, FR
- Max Löwenstein, geboren 19.05.1905 te DE
- Moritz Mandel, geboren 30.11.1900 te CZ

Andere slachtoffers van het kamp worden geregistreerd in het Totenbuch van Neuengamme.

## Nederlandse slachtoffers massamoord
Onder de 50 gevangenen die op 6 april werden vermoord waren een aantal Nederlanders. Eén Nederlander kon aan de dood ontsnappen door zichzelf in de schoorsteen te verstoppen. Maar terug in Nederland kon hij met die ervaring niet meer leven, en maakte een einde aan zijn leven. Degenen waarvan bekend is dat ze in deze massamoord zijn omgekomen zijn:
- Willem Cornelis van den Berg (geboren 21.03.1923 te Bergschenhoek)[6]
  - Student theologie en hulpprediker, werkt in de illegale pers
  - Gevangene nummer 15188 in Kamp Amersfoort
  - Zat in het laatste transport 15-03-1945 van Amersfoort naar Neuengamme (via Assen en Groningen)
- Adriaan Diederik van Bergeijk (geboren 18.02.1890 te Rotterdam)[7]
  - Notaris te Zuidland, leider van het lokale verzet
  - Gevangene nummer 15203 in Kamp Amersfoort
  - Zat in het laatste transport 15-03-1945 van Amersfoort naar Neuengamme (via Assen en Groningen)
- Wouter van Dam (geboren 25.01.1904 te Ooltgensplaat)[8]
  - Havenwerker uit Rotterdam
  - Gevangene nummer 15109 in Kamp Amersfoort
  - Zat in het laatste transport 15-03-1945 van Amersfoort naar Neuengamme (via Assen en Groningen)
- Jacobus Coenraad de Goeij (geboren 10.01.1917 te Gorinchem)[9]
  - Kruidenier, opgepakt in de razzia van Gorinchem in oktober 1944
- Ds Arie Ringnalda (geboren 02.07.1895 te Oudshoorn)[10]
  - Predikant op Veldwijk in Ermelo
- Johannes van den Belt (geboren 20.05.1918 te IJsselmuiden)[11]
  - Sigarenmaker
- Leendert Loonstijn (geboren 24.04.1903 te Amsterdam)[12]
  - kleermaker, gehuwd met Cato Ossendrijver

Een aantal mensen wist aan de massamoord te ontkomen door te vluchten of te verstoppen op het juiste moment, of door alsnog door de SS met een wagen (gestookt op houtgas) naar Bergen Belsen vervoerd te worden. Hieronder waren:
- Hendrik de Klepper (geboren 10.01.1908 te Rotterdam)
  - Gevangene nummer 15108 in Kamp Amersfoort
  - Zat in het laatste transport 15-03-1945 van Amersfoort naar Neuengamme (via Assen en Groningen)
  - Heeft zich tijdens de massamoord in de schoorsteen verstopt, en is zo ontkomen.
- Dimmen van Gent (geboren 12.07.1923 te Slikkerveer)
  - Gevangene nummer 15143 in Kamp Amersfoort
  - Zat in het laatste transport 15-03-1945 van Amersfoort naar Neuengamme (via Assen en Groningen)
  - Is net voor de massamoord op 2 april ontsnapt in het donker tijdens een luchtaanval, samen met Elderhorst
- Marinus Clasinus Elderhorst (geboren 30.01.1922 te Leiden)
  - Gevangene nummer 15193 in Kamp Amersfoort
  - Zat in het laatste transport 15-03-1945 van Amersfoort naar Neuengamme (via Assen en Groningen)
  - Is net voor de massamoord op 2 april ontsnapt in het donker tijdens een luchtaanval, samen met Van Gent
- Arthur Lehmann (geboren 1892 te Berlijn), gehuwd met Gertrude Sternberg
  - Zat al in het kamp vanaf februari 1945, en schreef een dagboek over zijn kamptijd
  - Werd geevacueerd naar Bergen Belsen, en daar eind april bevrijd
- Georges Bonnet (geboren 1923 in Frankrijk)
  - Kwam ook als Musselman mee met de Witte Bussen mee uit Neuengamme
  - Werd geevacueerd naar Bergen Belsen, en daar eind april bevrijd

## Het laatste transport
Een groot aantal slachtoffers zat in het laatste transport dat op 15 maart 1945 vanuit Amersfoort aankwam in Neuengamme. Dit was een transport van 173 mannen, waarvan slecht 42 levend teruggekeerden in Nederland.
Bekende personen in dit transport waren onder andere:
- Mathieu Lambert van Geen, burgemeester van Putten
- Gerrit Ruijs, notaris te Amsterdam en Bussum, en schoonzoon van Herman Bavinck
- Anthoni van Busschbach, directeur van de Almelosche Radio Centrale

## Gedenkteken
De barakken op de camping waren tot hun sloop in 1960 gebruikt als woonruimte met vluchtelingen in het volledig verwoeste Hannover. In de jaren zestig werd de nieuwe wijk Hannover-Mühlenberg gebouwd. Op het terrein van het voormalige satellietkamp werd een gedenksteen opgericht in 1978 door de stad Hannover. Sinds 1982 is die te vinden in de ingang van de Mühlenberger Dietrich-Bonhoeffer-kerk, niet ver van het kampterrein.
De geschiedenis van dit kamp, het lot van de gevangenen en de naoorlogse verwerking - vooral de vervolging - werd in het midden van de jaren tachtig uitgebreid gedocumenteerd.